# Mikla Pál
Mikla Pál (Léva, 1883. június 29. – Gyömrő, 1945. április 19.) római katolikus pap, plébános, a Gyömrő környéki gyilkosságok egyik áldozata.

## Élete
A felvidéki Léván, apai ágon szlovák családban szuletett. Középiskoláit szülőhelyén, a teológiát pedig a Borromei Szent Károlyról nevezett Hittudományi Főiskola és Szemináriumban, Vácott végezte. 1906. június 29-én szentelték pappá. Volt káplán Nándorban, Lajosmizsén, Mácsán, Lőrincin (ekkor Nógrád vm.) 1925-től ecseri plébános volt, majd 1927-től (csak ez évtől rendelkezésre álló forrás szerint) plébánossága mellett az Országos Gyermekvédő Liga ecseri szeretetházának római katolikus lelkésze is. (Ecsert akkoriban még főként szlovákok lakták, így nyelvtudásának jó hasznát vette.) 1933. január 8-án mint volt ecseri plébánost, Mezőtúron iktatták be új hivatalába az eltávozott Hanutz Zoltán esperes-plébános helyébe.
Több más egyházközség plébánosi tisztségének betöltése után a második világháború időszakában ismét Ecserre helyezték, amikor is a németek a Páduai Szent Antal-templom plébániája pincéjébe telefonközpontot telepítettek, 1944. december 8-án hatóságilag eltávolították a paplakból. Budapest ostroma alatt unokahúgának budai lakásán talált menedéket, majd a szovjetek elhurcolták a budafoki plébániára. Onnan kiszabadulva, 1945. március 18-án gyalog indult vissza Ecserre, ahová március 20-án érkezett meg. A plébániára ekkor már szovjetek szállásolták be magukat. Egyes források szerint már aznap Gyömrőre idézték, és vitték be igazoltatás céljából (innen már többé élve nem került haza). Más forrás szerint március 22-én déli 11 és 12 óra körül hívatták be a községházára, ahol a helyi rendőrök többedmagával letartóztatták, és átkísérték Gyömrőre „kihallgatásra”. 
Sztancsik Józsefné 2009. decemberi visszaemlékezése szerint, előző este náluk volt vendégségben, amikor a háziak kérték, hogy ne jelenjen meg másnap az idézésre, mert a kommunisták közreműködésével emberek tűntek el akkoriban a környékről. A plébános erre azt válaszolta, hogy nem megy el, mert nem követett el semmit, és ecseri hívei mellett akar maradni.
Cser Józsefnek – Mikla utódának – a püspök számára küldött jelentéséből kiderül, hogy Mikla letartóztatása nem a falubeliek feljelentésére történt. A cél a lakosság megfélemlítése volt, ezért gyűjtötték be és vitték el a falu prominensnek számító lakóit (földbirtokosokat, tisztviselőket, a jegyzőt és Mikla Pálon kívül a református lelkészt is), közel 20 embert, és megverték őket. Elhurcolták a nemzeti bizottság két helybeli tagját is, akik szót emeltek az önkény meg a garázdálkodás ellen, és mindegyiküket súlyosan megverték. A megaláztatás része volt a testi bántalmazáson kívül, hogy Mikla Pált néhány nap elteltével átvitték Maglódra, ahol aknát szedettek és WC-t is takaríttattak vele. A cél az elpusztítása volt, így a fogdában a csupasz földön hálatták. (Cser József plébános – a visszaemlékezések szerint – kétszer is küldött neki takarót, mert amikor Maglódról Gombára vitték át, annyira legyengült, hogy a pokrócot sem bírta vinni.)
A Váci Egyházmegye 1945. október 21-i hivatalos közleménye szerint május hó folyamán történt a gyilkosság. Mikla Pált és három társát Gyömrőről a Gomba felé vezető út mellett húzódó erdő szélére kísérték. Favágók látták a négy civil ruhás, fegyveres férfit, amint a négy megtört foglyot kísérték az erdei úton. Egyikük Mikla Pál lehetett, mert reverenda volt rajta, 62 éves volt, de 80 évesnek nézett ki. A rendőrök foglyaikat az erdőben lévő árokhoz kísérték, ruháikat levetették velük, és hátulról agyonlőtték őket – exhumálása után Mikla Pál koponyáján öt puskalövést találtak – majd a gyilkosok a szántáson át visszamentek a faluba, hónuk alatt áldozataik ruháival.
Egy ecseri vonatra várakozó szemtanú még életben látta Mikla plébánost közvetlenül a meggyilkolása előtt a mendei vasútállomás közelében az állomással szemközt épülő elhagyatott házban. A jajgatásra lett figyelmes, és ekkor látta, amint visszaemlékezésében elmondta: 
„Arra nem emlékszem, hogy reverendában vagy ún. papi civil ruhában volt-e. A feje véres volt és a ruhája is és szerintem a szemét is kiszúrták. Egy helyben állt széttárt karokkal és jajgatott. Közben két ecseri kommunista megjelent, megragadott és azt mondták »téged is bevágunk, ha nem mész innen!«”
A pap holttestét szeptember 25-én találták meg az erdőben, s unokahúga azonosította. Addigra lábait a kutyák lerágták.

## Emlékezete
Mikla Pál sírját és emlékét az ecseriek hűen ápolják. Nevét a második világháborús emlékmű polgári áldozatai között találjuk a temploma melletti parkban. Utcát is neveztek el róla a településen a kommunizmus bukása után.